# پائولو کازاتی
 پائولو کازاتی (ایتالیایی: Paolo Casati؛ زاده ۱۶۱۷ درگذشته ۲۲ دسامبر ۱۷۰۷) ریاضی‌دان یسوعی اهل ایتالیا بود.

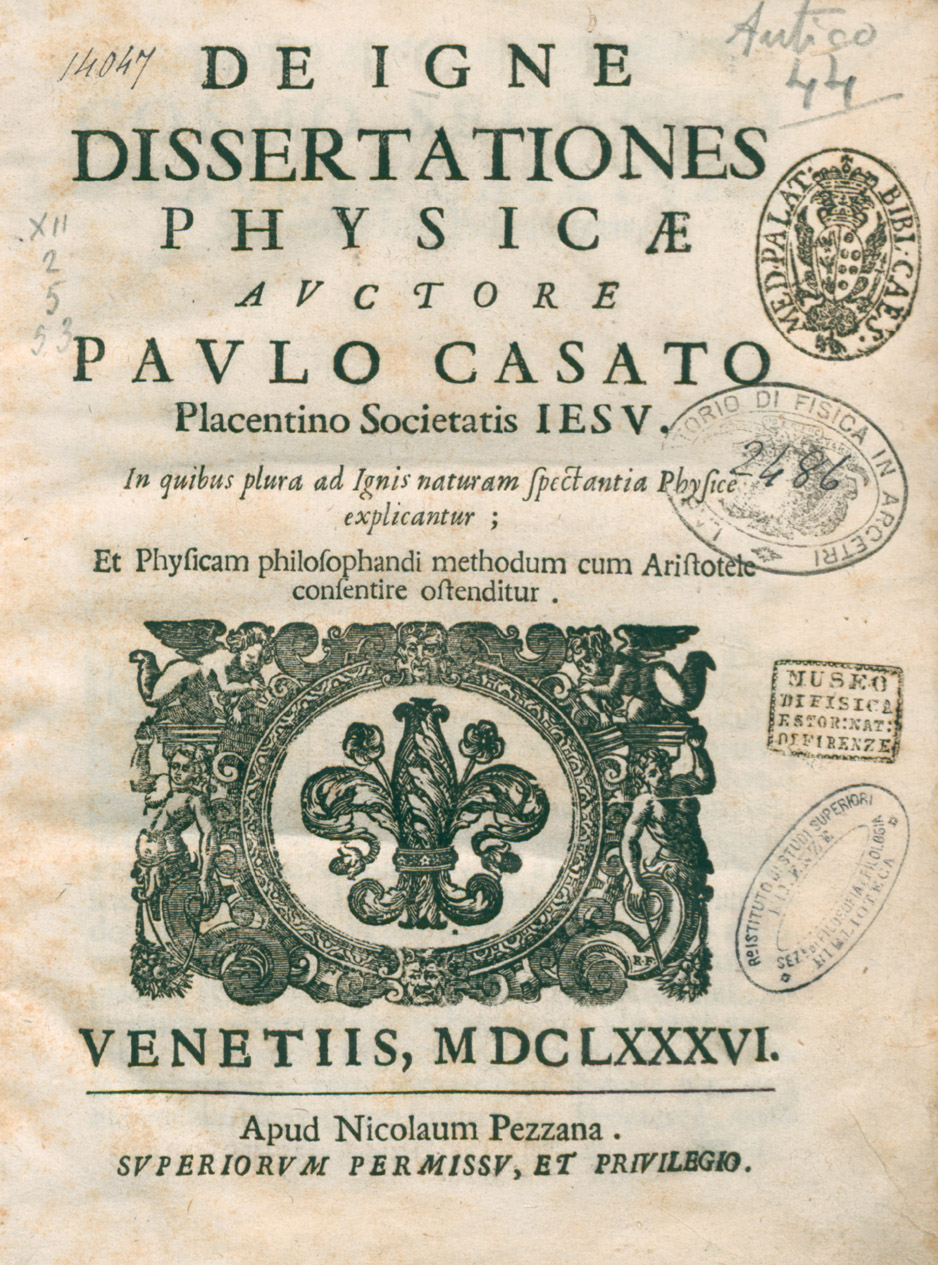
De igne, 1686